# Glagol
Glágol je pregibna besedna vrsta, ki v stavku tvori povedek ali jedro povedka. Z glagoli poimenujemo stanje, dejanje, dogajanje, obstajanje, zaznavanje, spreminjanje, razmerje do dejanja.
Lahko jim določimo:
- osebo
- število
- čas
- naklon
- vid
- način
- prehodnost

Poznamo osebno in neosebno glagolsko obliko.

## Glagolski vid
Glede na glagolski vid poznamo dovršne in nedovršne glagole. 

### Dovršni glagoli
Dovršni glagoli so tisti, pri katerih je dogajanje omejeno v trajanju, označujejo dejanje, ki je bilo ali bo narejeno, na primer Prišel sem, popravil bom kolo.

### Nedovršni glagoli
Nedovršni glagoli so tisti, pri katerih trajanje ni omejeno (na primer hodil je, popravljal bo marsikaj). Ob njih so včasih glagoli začetka (na primer začel je plezati).
Veliko glagolov ima skupen glagolski vid. Na primer: anketirati, dekodirati, gravirati, konstruirati, nadevati, upoštevati ...

## Prehodnost glagola
Glagol je prehoden, kadar glagolsko dejanje prehaja na predmet oziroma na glagolsko dejavnost, koga ali kaj prizadeva (na primer brcniti žogo, igrati igro). Iz njih lahko naredimo neprehodne z besedo se, na primer nogomet se igra
Neprehodni glagoli so tisti, ki ob sebi nimajo predmetov (na primer hoditi, spati). Stavki z glagolom v neprehodni obliki imajo samostalnik v imenovalniku. Sem spadajo glagoli gibanja in stanja (na primer teči, mirovati).

## Glagolski način
Glagolski način je lahko tvorni ali trpni.

### Tvornik (aktivni način)
Pri tvornem načinu je osebek vršilec dejanja, na primer jaz pojem pesem.

### Trpnik (pasivni način)
Pri trpnem načinu, na primer pesem je peta (od mene), je od dejanja prizadet osebek, vršilec dejanja pa je lahko izpuščen ali je prislovno določilo (v tem primeru je »od mene« prislovno določilo izvora). Povedek je pri trpniku sestavljen iz vezi in povedkovega določila, ki je v tem primeru deležnik.

## Kako se pregiba
Glagol se pregiba po:
- osebi
- številu
- času

## Oseba
Poznamo tri osebe (1., 2., 3.)
1.oseba: gledam, gledava, gledamo
2.oseba: gledaš, gledata, gledate
3.oseba: gleda, gledata, gledajo

## Število
- Vsak glagol se lahko pregiba po ednini, dvojini, množini.

## Čas
Slovenščina ima štiri glagolske čase:
- preteklik: pobarval sem
- sedanjik: barvam
- prihodnjik: pobarval bom
- predpreteklik: pobarval sem bil